# جيريمي سكوت
جيريمي سكوت (بالإنجليزية: Jeremy Scott)‏ هو منافس ألعاب قوى أمريكي، ولد في 1 مايو 1981.

## وصلات خارجية
- جيريمي سكوت على موقع الاتحاد الدولي لألعاب القوى (الإنجليزية)
- جيريمي سكوت على موقع الاتحاد الأمريكي لسباقات المضمار والميدان (الإنجليزية)
- جيريمي سكوت على موقع الدوري الماسي (الإنجليزية)
- جيريمي سكوت على موقع اللجنة الأولمبية الدولية (الإنجليزية)
- جيريمي سكوت على موقع أوليمبيديا (الإنجليزية)
- جيريمي سكوت على موقع اللجنة الأولمبية والبارالمبية الأمريكية (الإنجليزية)